# Волинці (Ізносковський район)
Волинці (рос. Волынцы) — присілок в Ізносковському районі Калузької області Російської Федерації.
Населення становить 2 особи. Входить до складу муніципального утворення Село Ізноски.

## Історія
Від 2004 року входить до складу муніципального утворення Село Ізноски

## Населення
| 2002 | 2010 |
| ---- | ---- |
| 11   | ↘2   |